# Ingerid Gjøstein Resi
Ingerid Gjøstein Resi (15 juillet 1901 - 6 août 1955) est une philologue norvégienne, leader des droits des femmes et personnalité politique du Parti libéral. Elle est présidente de l'Association norvégienne pour les droits des femmes de 1952 jusqu'à sa mort en 1955.

## Carrière
À partir de 1921, Gjøstein Resi travaille comme sténographe au Parlement de Norvège. Elle réussit l'examen artium, un examen d'entrée à l'université, en 1929. Elle fréquente ensuite l'université d'Oslo et obtient un cand.philol en 1931.
Elle est membre du conseil municipal d’Oppegård et de son comité exécutif, représentant le Parti libéral, à partir de 1952. Elle est présidente de la branche d'Oslo de l'Association norvégienne pour les droits des femmes avant d'être élue présidente de l'organisation en 1952. Elle est décédée dans un accident d'avion en Union soviétique en 1955 avec le reste de la délégation féminine.

## Vie privée
Gjøstein Resi est née le 15 juillet 1901 à Stavanger, en Norvège, la plus jeune de cinq enfants. Elle est la fille de l'homme politique et journaliste de Stavanger Johan Gjøstein et de la pionnière des droits des femmes Anna Gjøstein.
Elle est mariée à un pasteur, Oscar Resi et a deux enfants. Leur fils, Kjell Gjøstein Resi, est né le 7 novembre 1937. Il devient un journaliste connu en Norvège, travaillant comme correspondant étranger pour NRK pendant la guerre du Vietnam et plus tard au Moyen-Orient. Leur fille, Heid Gjøstein Resi, est archéologue et professeur à l'université d'Oslo.